# Ruurt Hazewinkel
Ruurt Hazewinkel (ur. 30 marca 1929 w Groningen, zm. 26 marca 2012 w Paterswolde) – holenderski wydawca i dobroczyńca.

## Życiorys

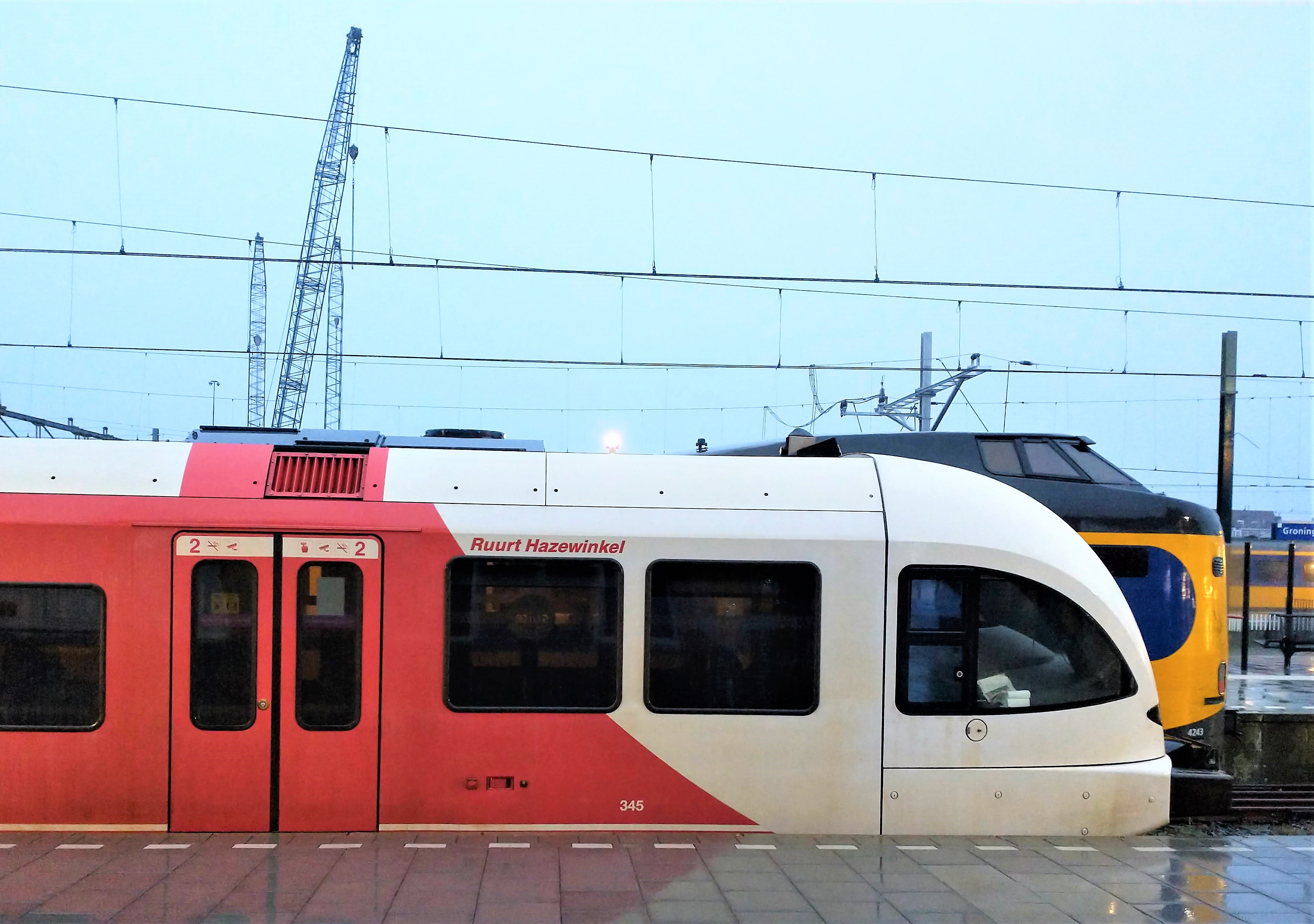
Spalinowy zespół trakcyjny nazwany imieniem Ruurt Hazewinkel w Groningen

Urodził się jako syn wydawcy Nieuwsblad van het Noorden, Jana Abrahama Hazewinkela i Johanny Hendriki Scholten. Imię nosił na cześć swojego dziadka, Reurta Hazewinkela, założyciela Nieuwsblad van het Noorden. Kształcił się w Szkole Graficznej w Amsterdamie i był kolejno praktykantem dziennikarskim w Algemeen Handelsblad, Algemeen Dagblad i Haagsche Courant. Uczył się także w Groninger Academie Minerva. Dołączył do kolektywu artystycznego De Ploeg. Wraz ze swoim kuzynem, Fransem, był odpowiedzialny za Hazewinkel Pers, wydawcę m.in. Nieuwsblad van het Noorden. W 1988 odszedł na emeryturę. Razem z bratem założył wówczas fundację Hazewinkelfonds, która udziela pomocy finansowej potrzebującym w prowincjach Groningen i Drenthe (tereny, na których działało jego wydawnictwo). Wraz z żoną założył też fundację Beringer-Hazewinkel, która wspiera inicjatywy kulturalne, m.in. Groninger Museum i Drents Museum. Sfinansował szalupę ratunkową Kapitein Hazewinkel dla Nederlandse Rescue Maatschappij.

## Rodzina
Hazewinkel był żonaty z artystką wizualną Catheriną Hendriką Johanną Beringer, która zmarła w marcu 2012 w rodzinnym Paterswolde w wieku 82 lat.